# Кузбассуголь
ВАТ «Кузбассуголь» (рос. ОАО «Кузбассуголь») — російська вугільна компанія, що розробляє родовища Кузнецького вугільного басейну Російської Федерації. Центр — місто Кемерово.

## Історія
Історія «Кузбассугля» починається в 1920 році, коли державне об'єднання «Востокуголь» (Новосибірськ) створює трест «Кузбассуголь», який у 1981 році був перейменований на виробниче об'єднання по видобутку вугілля «Северокузбассуголь» Міністерства вугільної промисловості СРСР. «Северокузбассуголь» — попередник ВАТ «Кузбассуголь», яке створене у 1999 році на базі компаній «Северокузбассуголь», «Ленинскуголь» і «Беловоуголь».

## Характеристика
У радянські часи — промислове об'єднання, до складу якого входило 68 шахт та один розріз. Шахти були об'єднані у шість виробничих об'єднань за територіальним принципом: «Северокузбассуголь», «Ленинскуголь», «Киселевскуголь», «Прокопьевскуголь», «Южкузбассуголь», «Гидроуголь». Виробничі одиниці знаходилися в Анжерському, Березовському і Кемеровському економічних регіонах і характеризувалися великою різноманітністю гірничо-геологічних умов. Відпрацьовувалося більше 40 вугільних пластів сумарною потужністю понад сто метрів. Запаси полів діючих шахт були розраховані в середньому на півстолітню експлуатацію.

## Технологія розробки
Загальний обсяг видобутку вугілля у 1990-тих роках сягав 90 млн т.